# Belfast (film)
Belfast – brytyjski dramat filmowy z 2021 r. w reżyserii Kennetha Branagha, nominowany m.in. do siedmiu Oscarów (zdobył jednego) i sześciu nagród BAFTA.

## Fabuła
Film inspirowany jest wydarzeniami z życia reżysera Kennetha Branagha. Jego akcja rozgrywa się w 1969 r. w stolicy Irlandii Północnej – tytułowym Belfaście, ukazując losy robotniczej rodziny protestanckiej, z perspektywy ich 9-letniego syna Buddy'ego, w początkowej fazie konfliktu etniczno-religijno-politycznego w tym kraju. Mimo nowej, nietypowej sytuacji chłopiec stara się żyć normalnie.

## Obsada
- Jude Hill jako Buddy
- Caitriona Balfe jako Ma, matka Buddy’ego
- Jamie Dornan jako Pa, ojciec Buddy’ego
- Judi Dench jako Granny, babcia Buddy’ego
- Ciarán Hinds jako Pop, dziadek Buddy’ego[2]
- Lewis McAskie jako Will, starszy brat Buddy’ego

## Odbiór

### Reakcja krytyków
Film spotkał się z pozytywną reakcją krytyków. W agregatorze recenzji Rotten Tomatoes 87% z 305 recenzji uznano za pozytywne, a średnia ocen wystawionych na ich podstawie wyniosła 7,90. Z kolei w agregatorze Metacritic średnia ważona ocen z 55 recenzji wyniosła 75 punktów na 100.

### Nagrody
Na 75. ceremonia wręczenia nagród BAFTA, Belfast dostał nagrodę dla wyróżniającego się filmu brytyjskiego, będąc nominowanym w sześciu kategoriach.
Film nominowano do nagrody Oscara w siedmiu kategoriach: najlepszy film, najlepszy reżyser, najlepszy aktor drugoplanowy, najlepsza aktorka drugoplanowa, najlepszy scenariusz oryginalny, najlepsza piosenka, najlepszy dźwięk. Zdobył nagrodę w kategorii najlepszy scenariusz oryginalny.